# Reichenbachstraße (Dresden)
Die Reichenbachstraße ist eine ca. 1,5 Kilometer lange Innerortsstraße im Dresdner Stadtteil Südvorstadt. Sie ist nach Ludwig Reichenbach (1793–1879) benannt, einem Dresdner Naturwissenschaftler, Zoologen und Botaniker.

## Lage
Die Reichenbachstraße verbindet die beiden Ausfallstraßen Fritz-Löffler-Straße (Bundesstraße 170) und Teplitzer Straße (ehemalige Bundesstraße 172, heute Staatsstraße 172). Dabei beginnt sie im Stadtteil Südvorstadt-West und durchquert anschließend in südöstlicher Richtung den Stadtteil Südvorstadt-Ost.
Die Hausnummerierung beginnt am westlichen Ende der Straße an der Kreuzung zwischen Bergstraße und Rugestraße. Bereits wenige Meter weiter östlich mündet die Winckelmannstraße in die Reichenbachstraße ein. Ebenfalls nur wenig östlich davon folgt die ampelgeregelte Kreuzung mit der zweibahnig-vierstreifigen Fritz-Löffler-Straße. Danach setzt sich die Reichenbachstraße gerade durch ein Gebiet hauptsächlich rasterförmiger Erschließungsstraßen zur Ackermannstraße hin fort. Dabei kreuzt sie die Hochschulstraße, Andreas-Schubert-Straße, Hauffstraße, Uhlandstraße, Gutzkowstraße, „Am Beutlerpark“/Franklinstraße, „Am Beutlerpark“/Semperstraße und die Geinitzstraße. Nach der Kreuzung mit der Ackermannstraße beschreibt die Reichenbachstraße einen Linksbogen, an dessen rechter Seite sich der Weberplatz befindet und mündet anschließend rechtwinklig in die Teplitzer Straße ein.
Die Reichenbachstraße ist eine von drei West-Ost-Verbindungsstraßen zwischen den beiden Ausfallstrecken B 170 und S 172 in der Dresdner Südvorstadt. Nördlich gelegen ist die Strehlener Straße zwischen Friedrich-List-Platz und Strehlener Platz, südlich der Reichenbachstraße verbindet der Zellesche Weg den Fritz-Foerster-Platz mit der Teplitzer Straße. Weitgehend parallel zur Reichenbachstraße verläuft außerdem die Schnorrstraße, jedoch mit Unterbrechungen oder anderem Namen.

## Geschichte
Die Reichenbachstraße wurde im Zusammenhang mit dem Amerikanischen Viertel angelegt und bildete zunächst dessen südliche Begrenzung. Im Jahr 1879 erhielt die Straße ihren bis heute verwendeten Namen. Die Nordseite war mit meist fünfgeschossigen Wohn- und Geschäftshäusern bebaut, häufig im Jugendstil und in geschlossener Bauweise. Auf der Südseite der Straße entstanden in den 1930er Jahren Villen und Ein- bis Zweifamilienhäuser in offener Bebauung.
Die Luftangriffe auf Dresden am 13. Februar 1945 zerstörten das Amerikanische Viertel und damit auch einen Großteil der Bebauung nördlich der Reichenbachstraße, während das südlich gelegene Areal bis zum Zelleschen Weg weitgehend verschont blieb. Der Wiederaufbau begann in den 1950er Jahren mit Gebäuden für die Hochschule für Verkehrswesen (HfV) am späteren Friedrich-List-Platz. So entstanden ein Studentenwohnheim (Reichenbachstraße 35–39) und 1957/58 eine Mensa für die HfV-Studenten.

## Bebauung
Die Reichenbachstraße ist vorwiegend offen bebaut, wobei in der westlichen Hälfte der Straße vermehrt öffentliche sowie gewerbliche Nutzung vorkommt, während die Osthälfte überwiegend rein zu Wohnzwecken dient.

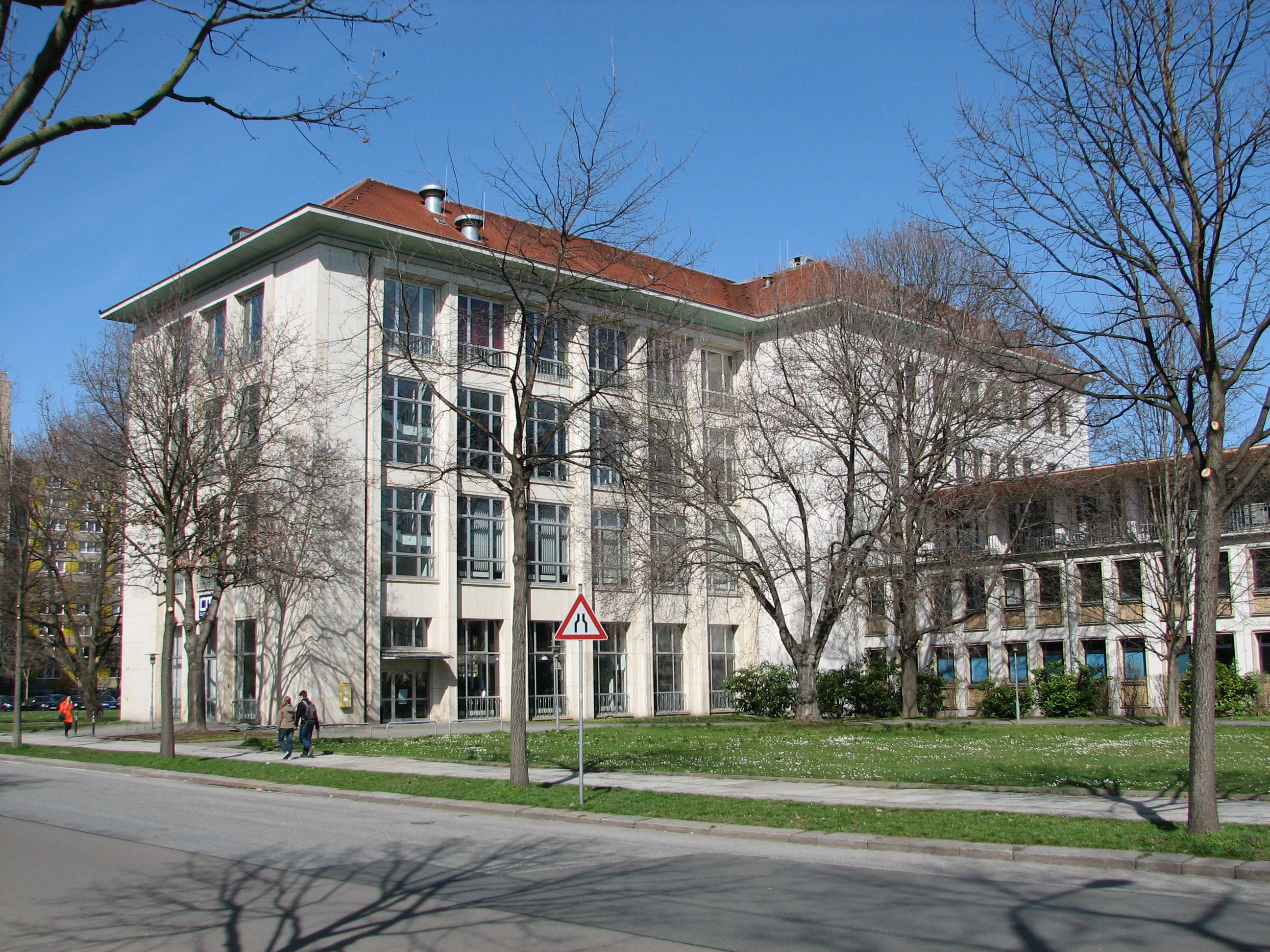
Mensa-Gebäude Reichenbachstraße 1

An der Kreuzung mit der Fritz-Löffler-Straße ist das in den 1950er Jahren erbaute Studentenwohnheim Fritz-Löffler-Straße 16 gelegen, anschließend passiert die Reichenbachstraße die zehngeschossige Wohnblockzeile entlang der Hochschulstraße. Auf der Nordseite befindet sich danach das denkmalgeschützte Mensa-Gebäude, das für die HfV erbaut und heute zur Hochschule für Technik und Wirtschaft Dresden (HTW) gehört. Der viergeschossige Bau im Stil der Neuen Sachlichkeit trägt die Adresse Reichenbachstraße 1. Auf der gegenüberliegenden Seite sind das Schulgelände der 117. Grundschule und östlich der Andreas-Schubert-Straße die 46. Oberschule gelegen. 

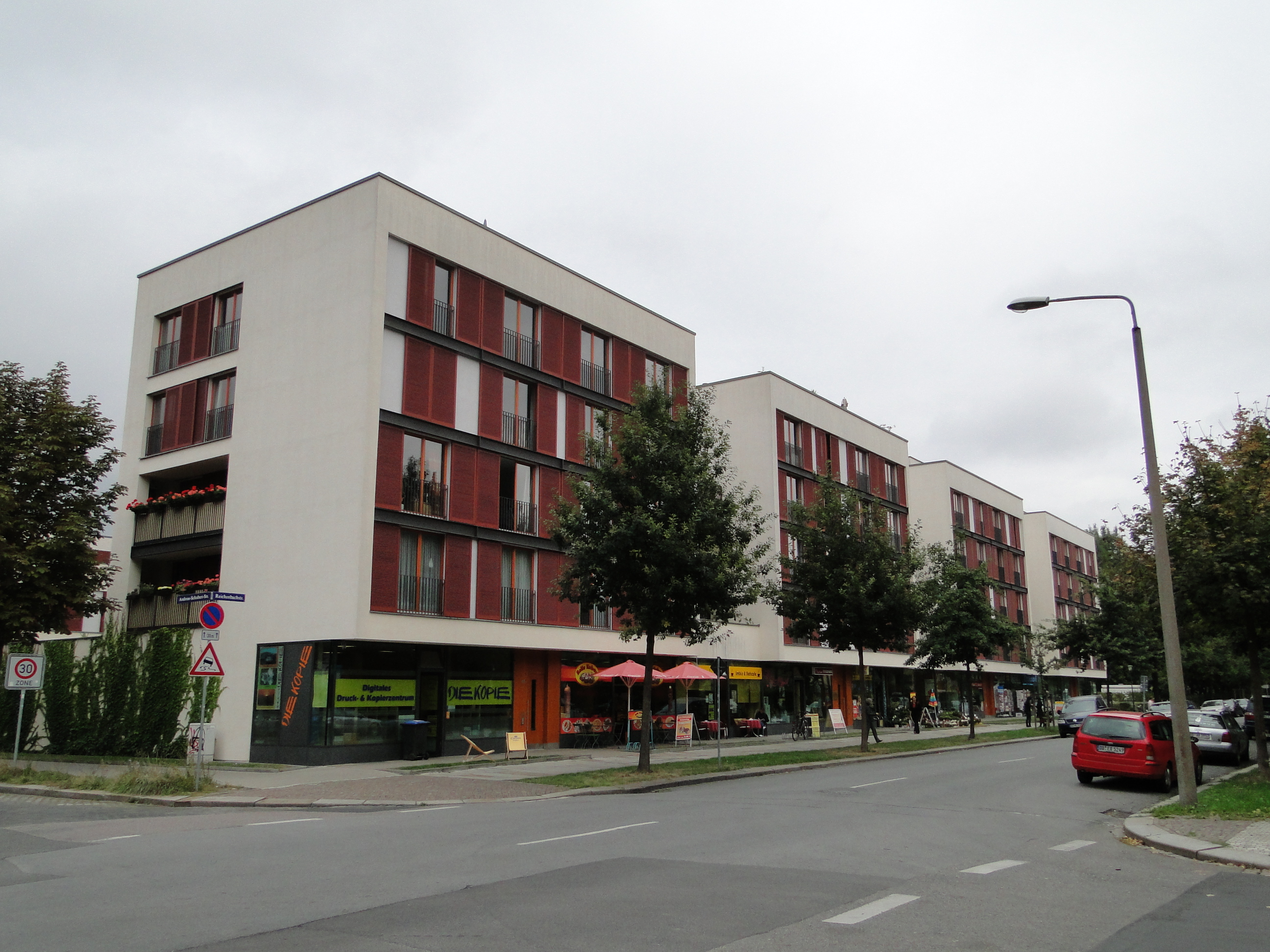
Stadthäuser im Lukasareal

Der Oberschule gegenüberliegend befindet sich auf einer Fläche von 11.000 Quadratmetern das zwischen 1999 und 2005 errichtete Lukasareal mit 39 Reihen- und vier Stadthäusern. Es gilt als gelungenes Beispiel modernen innerstädtischen Wohnungsbaus und wurde als solches mit dem Baupreis der Stadt Dresden ausgezeichnet.
An der Ecke Reichenbachstraße/Uhlandstraße errichtete Die Christengemeinschaft 1999 die Johannes-Kirche als ihr Dresdner Gemeindezentrum. Bereits zwischen 1936 und 1941 hatte die Gemeinschaft ihre Kirche, die im Krieg 1945 zerstört wurde, an der Reichenbachstraße. Der folgende Abschnitt der Reichenbachstraße bis zur Gutzkowstraße wird durch das Studentenwohnheim Reichenbachstraße mit dem Gutzkowclub, einem der dreizehn Studentenklubs in Dresden, geprägt. Ab dem Beutlerpark wird die Straße vornehmlich von frei stehenden Einzelhäusern und Villen flankiert. Ausnahmen bilden ein 2006 fertiggestellter Wohnkomplex und das Gebäude des ehemaligen Bezirkshygieneinstituts am Beutlerpark, das 1933 als Krankenhaus des Albertvereins errichtet und nach Kriegsschäden wiederaufgebaut wurde.
Den östlichen Abluss der Reichenbachstraße bildet der 1906 bis 1910 erbaute Gebäudekomplex Weberplatz der TU Dresden.

## Verkehr
Die Reichenbachstraße wird hauptsächlich durch den Individualverkehr genutzt. Auf dem Abschnitt zwischen Fritz-Löffler-Straße und Ackermannstraße verkehren etwa 7000 Kfz pro Tag bei einem Schwerlast-Anteil von ein bis zwei Prozent. Auf dem Abschnitt zwischen Fritz-Löffler-Straße und Bergstraße ist das Verkehrsaufkommen mit ca. 2600 Kfz/Tag deutlich geringer. Zwischen Ackermannstraße und Teplitzer Straße (Weberplatz) werden von der Stadt Dresden keine Verkehrszählwerte erhoben. Die Reichenbachstraße ist durchgehend zweistreifig befahrbar.
Auf nahezu ihrer kompletten Länge wird die Reichenbachstraße beidseitig zum Längsparken genutzt. Neben den Parkflächen befinden sich auf beiden Seiten Fußwege. Busverkehr entlang der Straße entsteht nur bei gelegentlicher Bedienung der 117. Grundschule durch Schulbusverkehr.
Eine Bus- und Straßenbahnhaltestelle an der Fritz-Löffler-Straße, Ecke Reichenbachstraße trägt den Namen „Reichenbachstraße (Studentenwerk)“. Dort halten die Straßenbahnlinien 3 und 8, die Stadtbuslinie 66 sowie Linien des Regionalverkehrs.